# Owen Farrell
Owen Andrew Farrell (Wigan, 24 settembre 1991) è un rugbista a 15 internazionale per l'Inghilterra, apertura-centro dei Saracens. È il sesto miglior marcatore internazionale, nonché uno degli unici sei rugbisti ad aver marcato almeno 1.000 punti internazionali in carriera.

## Biografia
Figlio dell'ex internazionale inglese di rugby a 13 e a 15 Andy Farrell, Owen Farrell crebbe rugbisticamente nei Saracens, club in cui suo padre si trasferì nel 2005; nel 2008 stabilì il record di più giovane professionista allora esordiente del rugby a 15 del suo Paese: debuttò infatti con la maglia dei Saracens il 2 ottobre di quell'anno, a 17 anni e 11 giorni, in un incontro di coppa Anglo-Gallese contro gli Scarlets.
Concesso in prestito per un breve periodo all'inizio della stagione 2010-11 ai Bedford Blues in seconda divisione, fu richiamato quasi subito ai Saracens dopo gli infortuni delle aperture titolari Andy Goode e Derick Hougaard ed esordì in Premiership nel novembre 2010; con 17 incontri disputati in stagione fu tra i protagonisti della conquista del campionato, nella cui finale fu proprio Farrell a mettere a segno 17 dei 22 punti con cui i Saracens sconfissero Leicester.
A livello internazionale, già avente rappresentato l'Inghilterra fin dal livello Under-16, Farrell fu convocato dal C.T. della Nazionale maggiore Stuart Lancaster nella rosa per il Sei Nazioni 2012, nella cui partita inaugurale debuttò contro la Scozia a Edimburgo realizzando 8 punti (una trasformazione e due calci piazzati).
Nel 2013 prese parte al vittorioso tour dei British Lions in Australia, scendendo in campo nell'ultimo dei tre test match contro gli Wallabies, vinto 41-16 che diede ai Lions la vittoria per 2-1 nella serie; in tale tour suo padre Andy era presente come assistente tecnico del C.T. Warren Gatland in qualità di allenatore dei tre quarti.
Nel 2015 si laureò nuovamente campione d'Inghilterra con Saracens e prese parte alla Coppa del Mondo in cui la sua nazionale non passò il primo turno; l'anno successivo conseguì con Saracens l'accoppiata campionato - Coppa Europa, torneo che rivinse l'anno successivo.
Il 2017 fu anche l'anno della sua seconda convocazione nei British Lions, per il loro tour in Nuova Zelanda, in cui venne schierato, tra gli altri incontri, anche in tutti e tre i test match contro gli All Blacks nella serie che terminò in parità con una vittoria per parte e un pareggio.

## Palmarès
- Premiership: 5
Saracens: 2010-11, 2014-15, 2015-16, 2017-18, 2018-19
- Coppe Anglo-Gallesi: 1
Saracens: 2014-15
- Champions Cup: 3
Saracens: 2015-16, 2016-17, 2018-19